# Ошла
О́шла (рос. Ошла, марій. Ошла) — селище у складі Медведевського району Марій Ел, Росія. Входить до складу Нурминського сільського поселення.

## Населення
Населення — 22 особи (2010; 23 у 2002).
Національний склад (станом на 2002 рік):
- росіяни — 70 %
- марійці — 30 %